# Steelback Grand Prix 2007
Steelback Grand Prix 2007 var den sjunde deltävlingen i Champ Car 2007. Racet kördes den 8 juli på Torontos gator. Will Power tog sin andra seger för säsongen, och med det gick han upp på andra plats i mästerskapet, bara två poäng bakom den nya ledaren Robert Doornbos. Både Doornbos och den tidigare mästerskapsledande Sébastien Bourdais hade dåliga dagar, och kolliderade med varandra. Neel Jani slutade tvåa, med Justin Wilson på tredje plats.

## Slutresultat
| Plats | Förare             | Team                      | Grid | Kvaltid |
| ----- | ------------------ | ------------------------- | ---- | ------- |
| 1     | Will Power         | Team Australia            | 7    | 58,790  |
| 2     | Neel Jani          | PKV Racing                | 9    | 58,834  |
| 3     | Justin Wilson      | RSPORTS                   | 2    | 58,299  |
| 4     | Simon Pagenaud     | Team Australia            | 4    | 58,664  |
| 5     | Bruno Junqueira    | Dale Coyne Racing         | 5    | 58,675  |
| 6     | Robert Doornbos    | Minardi Team USA          | 12   | 59,024  |
| 7     | Ryan Dalziel       | Pacific Coast Motorsports | 11   | 58,912  |
| 8     | Alex Tagliani      | RSPORTS                   | 6    | 58,775  |
| 9     | Sébastien Bourdais | Newman/Haas Racing        | 1    | 58,288  |
| 10    | Oriol Servià       | Forsythe Racing           | 3    | 58,661  |
| 11    | Graham Rahal       | Newman/Haas Racing        | 15   | 59,384  |
| 12    | Dan Clarke         | Minardi Team USA          | 13   | 59,263  |
| 13    | Jan Heylen         | Conquest Racing           | 8    | 58,816  |
| 14    | Paul Tracy         | Forsythe Racing           | 10   | 58,882  |
| 15    | Tristan Gommendy   | PKV Racing                | 14   | 59,265  |
| 16    | Katherine Legge    | Dale Coyne Racing         | 16   | 59,520  |
| 17    | Alex Figge         | Pacific Coast Motorsports | 17   | 59,973  |